# FC NSA Sofia
Maillots
Le Futbolen Klub NSA Sofia (en bulgare : Футболен Клуб НCА София), plus couramment abrégé en NSA Sofia, est un club bulgare de football féminin fondé en 1942 et basé à Sofia, la capitale du pays.
Il est le club de football féminin de l'Académie nationale des Sports de Bulgarie.

## Palmarès
| Compétitions nationales |
| --- |
| - Championnat de Bulgarie (20) : - Champion : 1990-91, 2004-05, 2005-06, 2006-07, 2007-08, 2008-09, 2009-10, 2010-11, 2011-12, 2012-13, 2013-14, 2014-15, 2015-16, 2016-17, 2017-18, 2018-19, 2019-20, 2020-21, 2023-24, 2024-25. - Coupe de Bulgarie (19) : - Vainqueur : 1991-92, 1993-94, 1996-97, 2000-01, 2003-04, 2006-07, 2007-08, 2008-09, 2009-10, 2011-12, 2012-13, 2013-14, 2014-15, 2015-16, 2016-17, 2017-18, 2018-19, 2020-21 et 2021-22. |

## Personnalités du club

### Présidents du club
- Lachezar Dimitrov

### Entrraîneurs du club
- Stanislava Tsekova
- Simeon Stoyanov